# 贝内迪克特·菲尔克
贝内迪克特·菲尔克（德語：Benedikt Fürk，1988年10月20日—），德国男子曲棍球运动员。他曾代表德国国家队参加2020年夏季奥林匹克运动会男子曲棍球比赛，结果获得第四名。